# Acquedotto romano di Catania
L'acquedotto romano di Catania fu la maggiore opera di convoglio idrico nella Sicilia romana. Attraversava il territorio compreso tra le fonti sorgive di Santa Maria di Licodia e l'area urbana catanese, percorrendo gli attuali territori comunali di Paternò, Belpasso e Misterbianco prima di giungere al capoluogo etneo.

## Studi

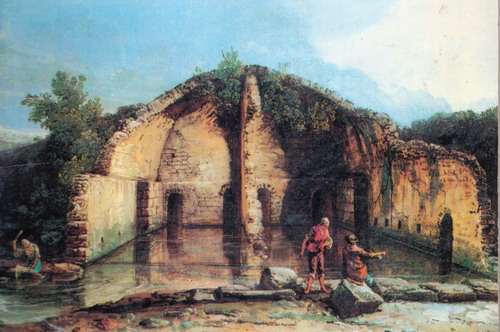
Gouache di Jean-Pierre Houël rappresentante la Botte dell'acqua a Santa Maria di Licodia.

Nonostante la struttura fosse imponente e piuttosto articolata e sebbene fino al XIX secolo non manchino attestazioni del suo utilizzo in alcune sue parti, della presenza di tale sistema idrico non si ha menzione nelle fonti classiche. La prima citazione la compie il Fazello nella seconda metà del XVI secolo che lo definisce ricco di acque e monumentale come quelli di Roma, mentre è in Bolano la prima descrizione dell'acquedotto in rapporto alla città: esso si diramava in tre direzioni, corrispondenti ad altrettanti quartieri civici. Nel Seicento Pietro Carrera e Giovanni Battista Grossi e nel secolo successivo Vito Maria Amico e Ignazio Paternò Castello descrivono ampiamente il monumentale sistema idrico. Tuttavia, le prime immagini che lo ritraggono si devono a Jean Houel che nel suo Voyage pittoresque des isles de Sicile, de Malta et de Lipari illustra alcuni tratti dell'acquedotto, nonché la cosiddetta botte dell'acqua di Santa Maria di Licodia, una grande cisterna chiusa con volta a botte e divisa in due ambienti, identificata quale la cisterna di raccolta delle sorgive destinate alla distribuzione idrica. Nel XIX secolo la struttura, caduta ormai nel disinteresse, subisce nuovi danneggiamenti ad opera umana (già lo storico Francesco Ferrara ricorda come per la realizzazione delle mura di Catania e per la passeggiata della Marina vennero demoliti gli archi della contrada Sardo e ancora Vincenzo Cordaro Clarenza nel 1833) nonostante nel contempo inizino ad esserci i primi interessi tecnico-scientifici sul monumento, tra cui il Duca di Carcaci ne ipotizza una portata di 46 zappe. L'ingegnere Luciano Nicolosi pubblica la prima monografia sul monumento in cui ne descrive l'aspetto tecnico analizzando tracciato, dimensioni del canale, materiale usato (per l'esterno, come per l'interno del canale) e ipotizza a circa 30.000 cubi di acqua al giorno la portata dell'acquedotto. Nel 1964 l'archeologa Sebastiana Lagona ha per la prima volta usato criteri scientifici moderni nell'analisi dell'edificio e nel 1997 viene pubblicato, a cura della dott.ssa Gioconda Lamagna uno studio accurato del tratto paternese del grande complesso. Infine il 10 maggio 2003, nell'auditorium "Don L. Milani" di Paternò, in occasione della V Settimana della Cultura si è tenuto un convegno con l'acquedotto catanese come tema principale, a cura dell'organizzazione SiciliAntica, con il patrocinio del Comune di Paternò e la collaborazione del Centro Universitario di Topografia antica (CE.U.T.A. dell'Università di Catania) e la Soprintendenza ai Beni Culturali e Ambientali di Catania.

## Storia
Per l'approvvigionamento idrico la città di Katane, nome di fondazione del capoluogo etneo, faceva largo uso delle emergenze che ne bagnavano il suolo. Essendo fondata su un terreno di natura argillosa non erano infrequenti le nascite di sorgive presso le colline che circondavano l'abitato (Monte Po, il Poggio Cibali, Monte San Paolillo, lo stesso Colle di Montevergine sono tuttora ricche alla base di sorgenti spontanee), spesso caratterizzate da sacche o polle d'acqua destinate a estinguersi con la stagione secca; non mancavano nemmeno risorse idriche costanti, come i fiumi - l'Amenano che bagnava la città, il Longane che la lambiva a nord, lo Judicello, ramo a sud dello stesso Amenano - o la Gurna di Aniceto, noto come lago di Nicito. Tuttavia, sin dal 693 a.C., il territorio catanese venne sconvolto dalle eruzioni dell'Etna che contribuirono a rendere instabile la presenza di risorse idriche: il fiume Amenano diventa debole e fiacco e lo stesso lago di Nicito si svuotava lasciando terreni (...) adatti alla coltura. Ovidio racconta che il fiume catanese scorre trascinando sicule sabbie, ora è secco come se le sue fonti si fossero inaridite. Le sorgenti prossime alla città dunque non bastarono più a soddisfare il fabbisogno di acqua e in età non ben identificata iniziò la costruzione del lungo acquedotto che avrebbe congiunto le sorgenti di Santa Maria di Licodia con Catania.
La presenza della grande struttura è certa solo dall'età augustea in poi, in quanto si rinvenne presso la sua parte iniziale una lapide incisa con i nomi dei curatores aquarum e databile al I secolo, oggi custodita al Museo civico catanese del Castello Ursino. Secondo le fonti in età augustea Catina (il nome latino dell'antica Katane) viene eletta al rango di colonia ed è probabile che questo cambio di status abbia anche permesso uno sviluppo della città etnea e relativa necessità di approvvigionamento idrico e da qui l'esigenza di un tale monumento. L'edificio subì diversi danneggiamenti, tra cui, secondo il Principe di Biscari anche l'eruzione del 253 e una lapide - rinvenuta dal medesimo nel 1771  presso il complesso monacale dei benedettini relativa ad un ninfeo che qui insisteva - ne ricorderebbe dunque un restauro eseguito. Mancando analisi congiunte su tutto il tracciato che possano gettare un po' di luce sulla storia passata del monumento non siamo ad oggi in grado di delinearne l'uso nei secoli, si può solo ipotizzare che già in epoca islamica la struttura fosse dimenticata, se all'attento Idrisi ne sfugge la menzione. Bisogna attendere il XVI secolo per averne qualche notizia. Nel 1556 il viceré Juan de Vega ordinò lo smantellamento di un lungo tratto dell'ancora esistente ponte-acquedotto sito nei pressi della città, al fine di ricavarne materiale da costruzione da impiegare nella realizzazione delle mura di Catania, dimezzandone la quantità di archi (da 65 che se ne contavano ad appena 32), e nel 1621 dietro comando del Duca di Carpignano, soprintendente generale alle fortificazioni, nell'ambito di un generale restauro dell'assetto difensivo della città, fece spoliare il monumento insieme ad altri per la realizzazione di una strada pavimentata "con ordinate lastre", cosa straordinaria per quei tempi, che un divenne luogo di passeggio e svago, dotato di panchine e alberi, in cui i catanesi amavano darsi convegno nel tardo pomeriggio. L'eruzione dell'Etna del 1669 contribuì infine a interrare le uniche arcate superstiti presso Catania, lasciandone appena qualche porzione svettante tra le lave, in quelle che agli inizi del Novecento erano le proprietà Borzì-Sulmona (oggi presso via Grassi). Ulteriori danni fecero il terremoto del Val di Noto del 1693 e l'incuria, nonché il cambio di destinazione d'uso e la cementificazione selvaggia. Durante la seconda guerra mondiale alcuni tratti sono sfruttati dalla popolazione locale per sfuggire ai bombardamenti alleati, mentre solo dal 1997 è in atto un continuo lavoro di comprensione e ricerca della struttura la cui finalità è la catalogazione, il restauro e la preservazione.

## Caratteristiche tecniche e percorso

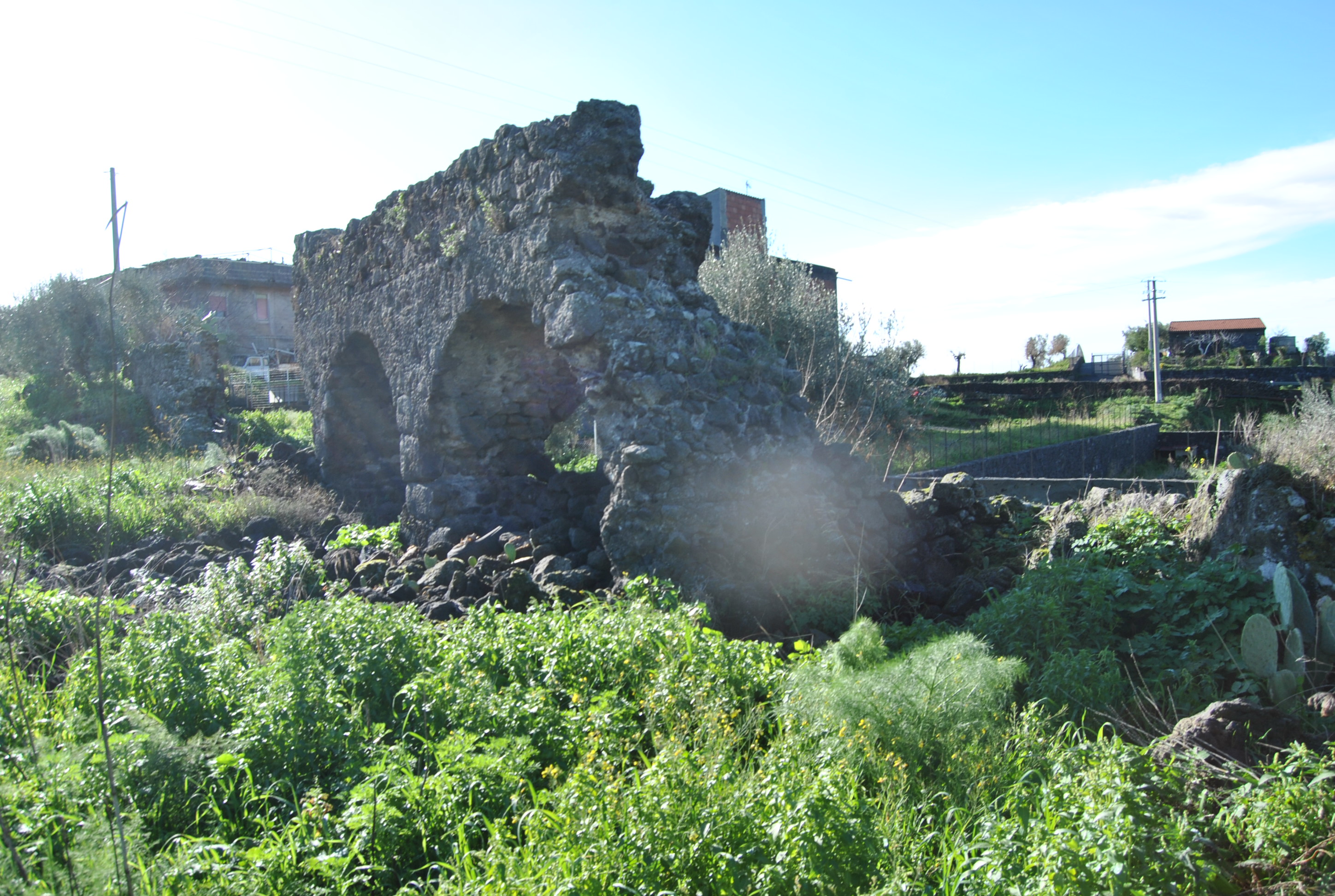
Arcata dell'acquedotto in contrada Porrazzo a Paternò.

Dell'edificio originario non rimangono molte tracce, tuttavia sulla base di queste e sulle descrizioni passate possiamo avere un quadro generale del monumento.

Il tracciato dell'acquedotto percorreva circa 24 km da Santa Maria di Licodia a 400 m s.l.m. fino a Catania, presso il monastero benedettino di San Nicola, coinvolgendo cinque territori comunali. A Licodia esistono tutt'oggi quattro diverse sorgenti le cui acque venivano incanalate in un grande serbatoio (la Botte dell'acqua), di cui ci rimane solo un acquerello dell'Houel. Questa struttura, una grande camera a base quadrata divisa da una parete centrale e con copertura a botte, intercettava l'acqua mediante quattro bocche per poi direzionarla ad uno specus, un canale aperto a est, verso Catania. La conduttura misurava oltre mezzo metro in larghezza e un metro e mezzo in altezza ed era coperta con una volta semicircolare impermeabilizzata all'interno con un fine intonaco costituito da malta, pozzolana e frammenti di terracotta (Opus signinum o cocciopesto). Il materiale usato per il resto dell'acquedotto era quindi la pietra lavica principalmente - sia in roccia glabra per il riempimento che in cocci ben squadrati per la copertura - un composto di malta e pozzolana per fissare i blocchi e isolare il flusso idrico (chiamato in antico emplecton), mattoni in terracotta per gli archi. Il Principe di Biscari descrisse diverse lamine di piombo rinvenute all'interno delle condotte e conservate dall'Amico nel museo dei Benedettini con sede nel loro Monastero di San Nicolò l'Arena. Queste lamine per l'Amico dovevano ricoprire l'intera struttura, mentre il principe più argutamente ipotizza fossero dei restauri effettuati in antico per chiudere le fessure generate dall'usura; tale restauro potrebbe essere quello menzionato dalla lapide relativa al curatores Q. Maculnius.

Dal serbatoio quindi si dipartiva il lungo tragitto del canale che prevedeva salti di quota, vallate, villaggi. Per mantenere costante la pendenza la struttura si presentava ora completamente interrata, ora su un semplice muro di sostegno, mentre dove la conduttura doveva affrontare dislivelli notevoli vennero realizzati ponti-acquedotto su arcate portanti, talora anche su due file sovrapposte.

### Analisi tecniche
Le uniche analisi effettuate ad oggi sono relative al tratto che interessa quasi esclusivamente il territorio comunale di Paternò e risalgono al 1997. Tale tratto corrisponde a circa il 20% del tracciato originale estendendosi per quasi 5 km. Qui da una quota di terra 369,50 m s.l.m. si giunge a circa 347,50 m s.l.m., mentre il livello di scorrimento dell'acqua va da quota 368,00 m s.l.m. a 349,75 m s.l.m., determinando una pendenza dello 0,0043. Si è supposta quindi una portata di 0,325 m3/s, pari a 325 litri al secondo, non discordanti con le 46 zappe previste dal Duca di Carcaci o con i 30.000 m3 giornalieri supposti dal Nicolosi.

Lungo il percorso non erano infrequenti i putei, pozzi di ispezione usati anche per la manutenzione e la pulizia, di cui ancora se ne notano numerosi, come pure persistevano diversi castella aquae (o castelli di distribuzione, ossia cisterne di filtraggio e diramazione dell'acqua) segnalati a Licodia, Valcorrente, Misterbianco, Catania. Il castello dell'acqua di Licodia è andato perduto a seguito di lavori di sbancamento, mentre nella località Sciarone Castello di Belpasso rimangono i resti più notevoli; a Misterbianco, contrada Erbe Bianche, doveva pure esservi un castello di distribuzione che invogliava l'acqua al complesso termale in via delle Terme e di cui non restano che esigue tracce; a Catania, a poca distanza dall'attuale Corso Indipendenza, il Biscari identifica una fabbrica quadrata coperta a volta, che mostra essere stata forse una conserva d'acqua e un'altra nella vigna dei Portuesi. Il sistema avrebbe dovuto quindi raggiungere un grande serbatoio non ancora identificato e sito probabilmente sul punto più alto dell'abitato, cioè in vetta al Colle Montevergine e da qui si diramavano i tratti di acquedotto civico destinato alle fontane e terme pubbliche, a residenze private ecc. Secondo alcuni autori, tra cui il Ferrara e l'Holm, il grande serbatoio si dovrebbe riconoscere nel grande Ninfeo identificato dal Biscari presso il monastero benedettino: non era infrequente infatti che una cisterna venisse monumentalizzata e configurata all'esterno come un grande ninfeo. Tale edificio venne riconosciuto grazie a una lapide incisa su cui era scritto «juxta lapideum aqueductum/ quem ipse construxerat ut in balneas copiosam/ aquam derivaret commodo civium».

### Tracciato
La lunghezza del monumentale sistema idrico ha proibito un'analisi dettagliata dell'intero tragitto, in quanto ricadente su cinque diversi territori comunali e interessante diverse zone impervie o difficili da raggiungere. Il lavoro del 1997 ha permesso l'identificazione di nuove porzioni fino a quel momento sconosciute ricadenti nel territorio di Paternò e in una recente (febbraio 2011) ricognizione nei pressi della città di Catania un altro segmento si è potuto riconoscere. Al momento quindi i resti di ciò che è noto si trovano nei territori comunali che seguono in elenco.
Santa Maria di Licodia
Sono presenti vasche di contenimento e tratti dell'acquedotto, sia a mezzacosta che su arcate.
- Presso l'antico cenobio benedettino vi erano le quattro sorgenti incanalate nel grande serbatoio, oggi non più esistente[26]. (37°36′57.63″N 14°53′15.05″E)
- In contrada Cavaliere Bosco rimangono tre cisterne in pietra lavica, d'uso a serbatoi d'acqua e abbeveraggio. Nel diploma Normanno di Fondazione del Monastero benedettino datato 1143 sono annoverate tra le donazioni al cenobio.

Paternò
L'acquedotto segue qui a seconda della natura del suolo un percorso interrato, a mezza costa, su muro, su arcate.
- Civita, resti dell'acquedotto interrato fino alle spallette privo di volta, spallette utilizzate come muro di contenimento di un agrumeto. (37°36′05.08″N 14°54′09.32″E)
- Civita-Scalilli, porzione di acquedotto su muro, con innesto di inizio arcate utilizzato come parete per un edificio retrostante di più recente realizzazione, pozzetti di ispezione, basamenti di arcate. Il tratto proseguendo a est è interrotto dalla stradella poderale della proprietà Reitano e dal tracciato ferroviario. (37°35′54.39″N 14°54′18.69″E)
- Contrada Scalilli, arcate, resti di acquedotto utilizzato come muro di delimitazione di una stradella interpoderale. Proseguendo a sud-est se ne perdono le tracce a causa delle lave di Monte Sona, su cui è ricavata la SS 284, per circa un chilometro. (37°35′51.81″N 14°54′28.78″E)
- Contrada Porrazzo-Pantafurna, arcate, basamenti di arcate ecc. (37°35′16.54″N 14°55′04.3″E)
- Contrada Condotti. In un diploma datato 10 marzo 1296 appare che la contrada fosse chiamata al tempo contrada dell'Acquidotto, di cui resta memoria anche nella strada comunale che l'attraversa, Acquidotti. La strada costeggia un lungo tratto privo ormai di copertura su parete o a mezzacosta, su cui venne ricavato un impianto idrico moderno. (37°35′13.44″N 14°55′09.56″E)
- Contrada San Vito.
- Contrada Giacobbe-Santa Barbara, acquedotto a mezzacosta su muro con arcate cieche utilizzato come delimitazione di proprietà. (37°34′44.2″N 14°55′45.54″E)

Belpasso
- Contrada Valcorrente, acquedotto interrato, a mezza costa e su arcate[26]. Dal materiale usato per le arcate e il grado di usura dei conci lavici appare evidente che il ponte-acquedotto nei pressi del centro commerciale Etnapolis sia stato ricostruito in epoca recente. (37°32′58.01″N 14°57′19.83″E)
- Piano Tavola.

Misterbianco
- Contrada Erbe Bianche, resti di strutture ipotizzate quale castello dell'acqua.
- Contrada Tiriti e via delle Terme, resti dell'acquedotto e della diramazione che alimentava le terme romane site in città, nella contrada della Nunziatella[26]. (37°31′08.73″N 15°00′03.92″E, Terme: 37°31′11.71″N 15°00′06.89″E)
- Corso Carlo Marx, al di sotto dell'attuale magazzino Scaringi fu trovata parte dell'acquedotto in interro in direzione Monte Po.

Catania
- Monte Po, resti dell'acquedotto in parte in interro, in parte su arcate. (37°30′34.05″N 15°02′35.35″E)
- Corso Indipendenza, nei giardini di Villa Curia, la vecchia "Casina del Sardo"[26][33]. (37°30′09.04″N 15°04′03.33″E e 37°30′11.9″N 15°04′21.5″E)
- Quartieri Nesima, Curìa, Àrcora, Chiusa del Tindaro, Antico Corso, dove sono state trovate diverse tracce dell'acquedotto sia su arcate che in interro. Àrcora deve il nome propriamente ai resti del ponte-acquedotto demolito nel 1556. Giunto in città il complesso si separava in tre diramazioni che partivano dal serbatoio di distribuzione di cui una andava in direzione sud-est per il Teatro, dove pure si sono ritrovate tracce di condutture, per poi diramarsi ulteriormente in bracci secondari destinati ai diversi isolati: una delle diramazioni, nella lunghezza di alcune decine di metri, è stata intercettata durante gli scavi archeologici effettuati in via dei Crociferi nel corso degli anni ottanta. Le altre due diramazioni invece non sono ancora note.

## Tradizioni
Molte porzioni dell'acquedotto, soprattutto quelle a quota terra, si sono ben conservate prevalentemente per il riutilizzo come canale di irrigazione. L'uso di un canale di antica fattura ha fatto nascere diverse tradizioni popolari - non scritte, ma tramandate oralmente - come diverse storie legate alla figura di Sant'Agata. Una di queste racconta come un nobile romano si fosse invaghito della santuzza e per dimostrarle l'immensità del suo amore - non corrisposto, in quanto la fanciulla si era promessa a Dio - fece realizzare in una sola notte un acquedotto che da Licodia sarebbe giunto ai piedi della ragazza. Altre storie locali parlano di storie fantastiche e delicate leggende, fino all'identificazione del lungo canale romano con la saja dô Saracinu.

## Galleria d'immagini

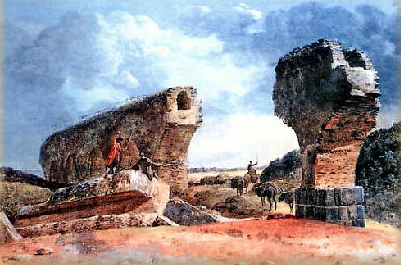
Un tratto del ponte-acquedotto (forse il tratto descritto dal Principe di Biscari e sito nel terreno di Sardo) in un gouache di Jean-Pierre Hoüel.
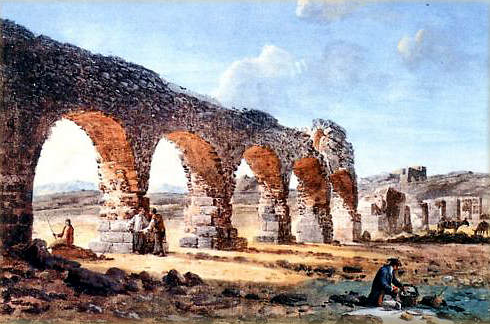
Un'altra gouache del pittore francese, rappresentante un tratto dell'acquedotto su arcate, forse nei pressi di contrada Scalilli a Paternò.
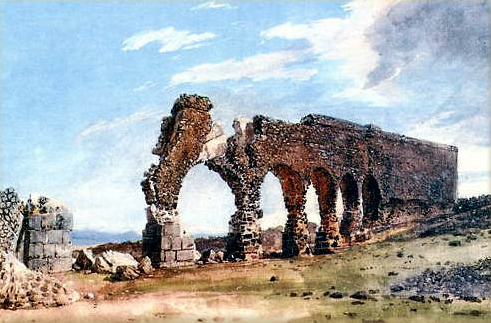
Resti dell'acquedotto forse in contrada Valcorrente in un acquerello di Jean Houel.
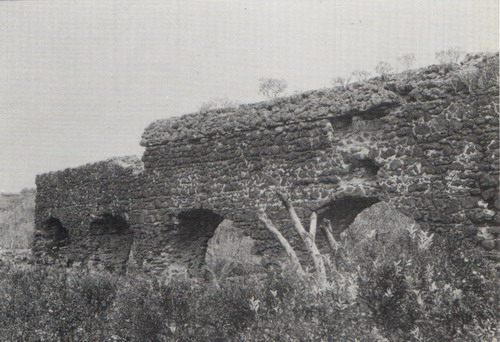
Archeggiato in contrada Civita (Paternò).
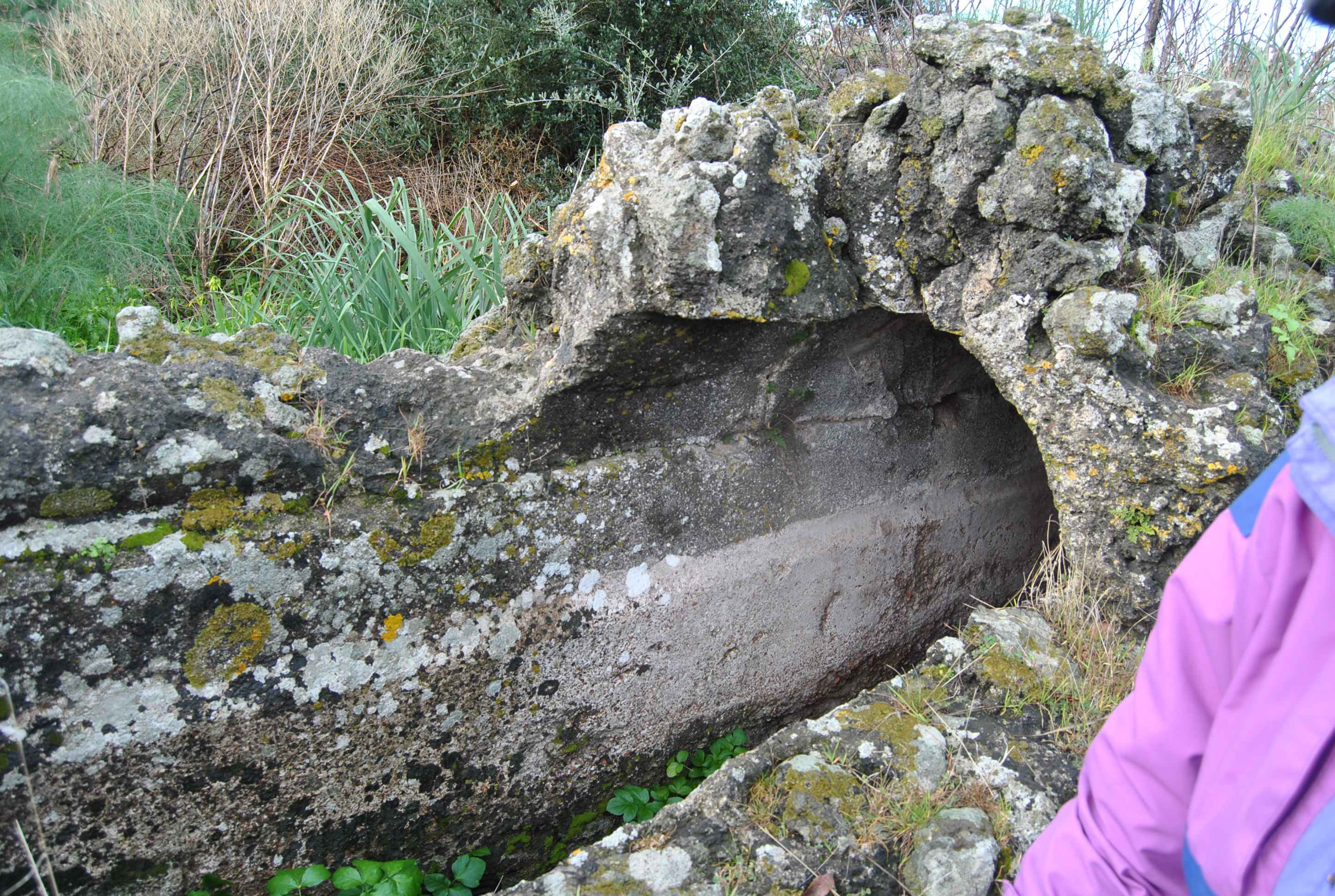
Condotta dell'acquedotto in contrada Scalilli (Paternò).
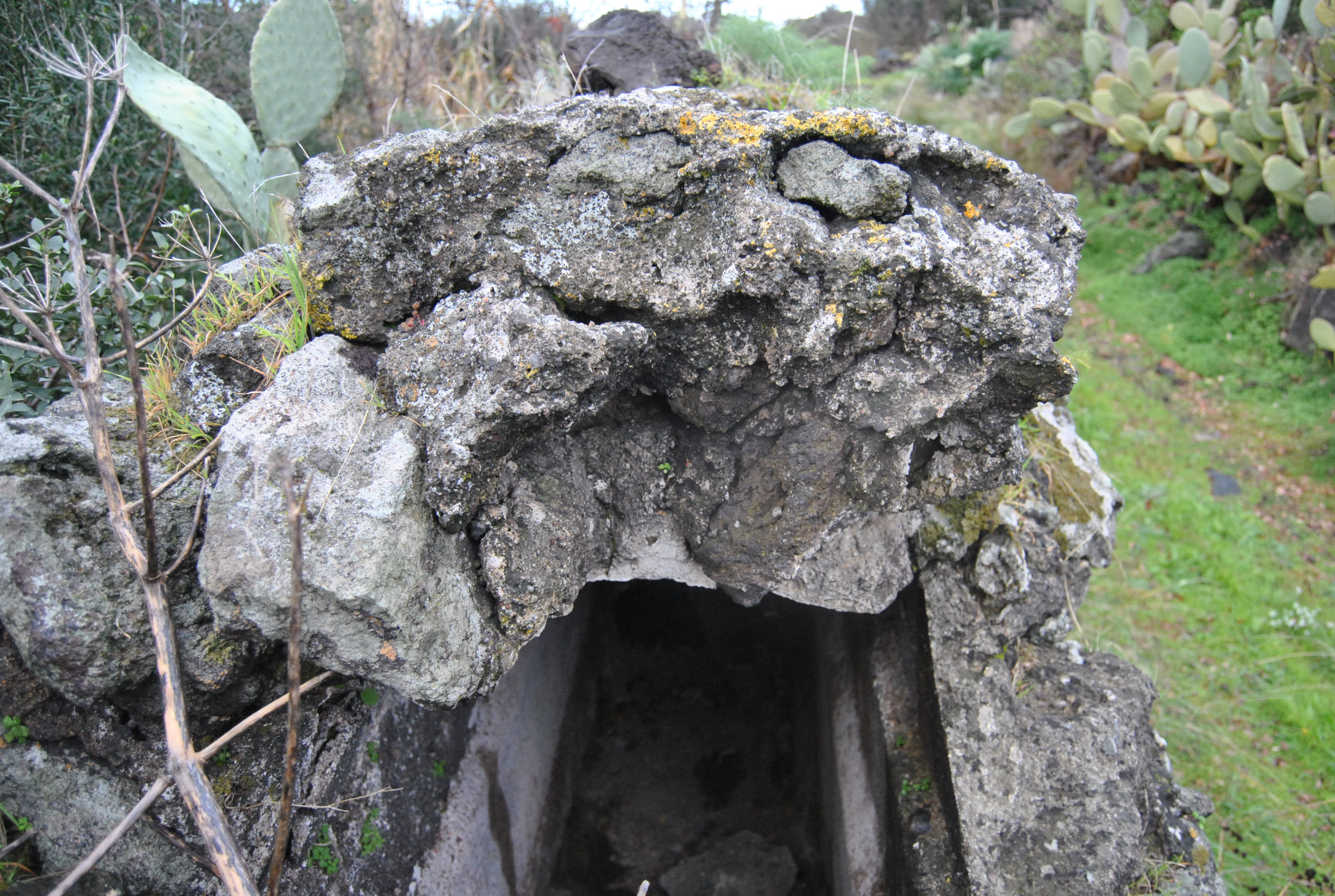
Particolare dell'interno.
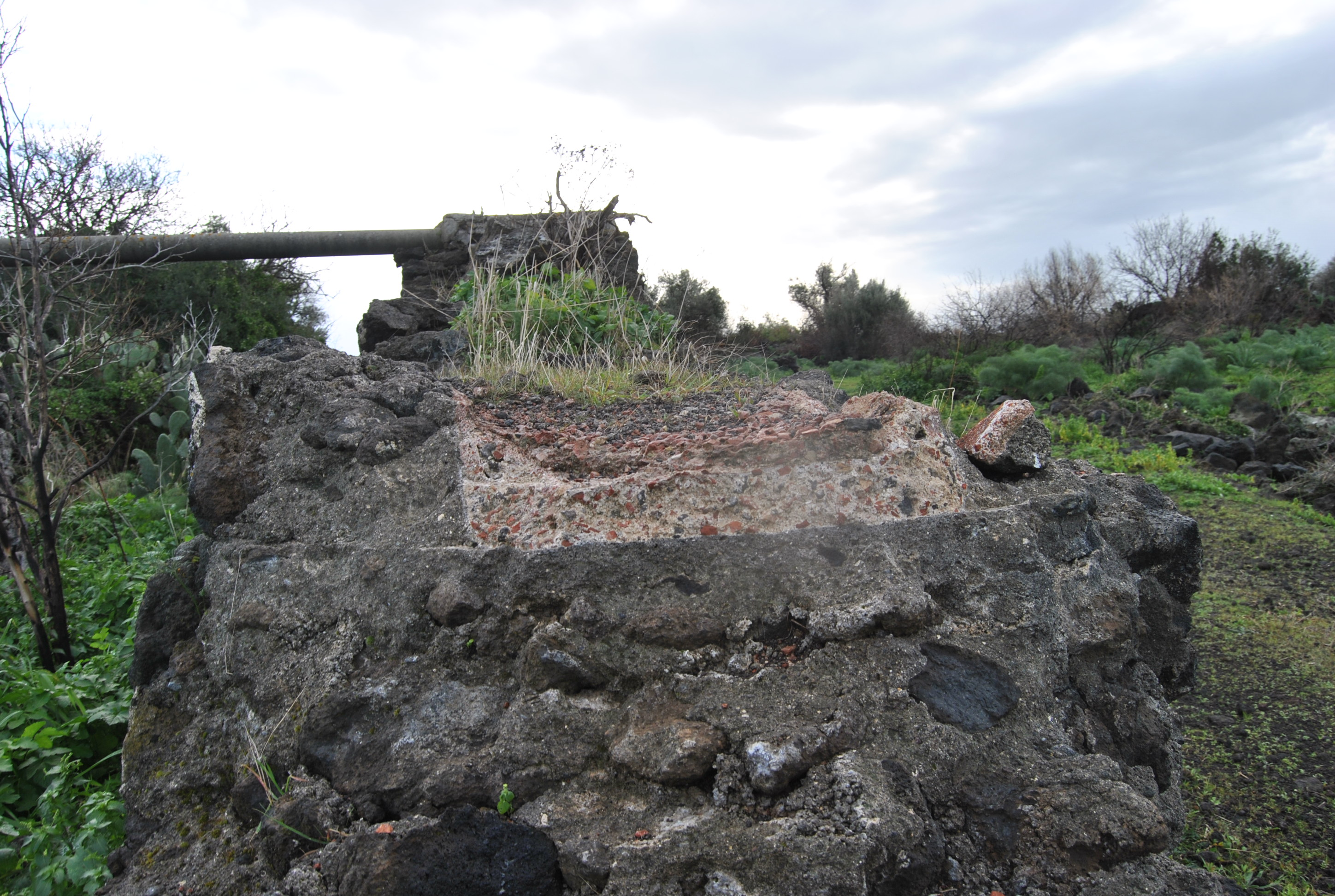
Crollo di arcata: si può osservare la tecnica edilizia e la successione costruttiva.
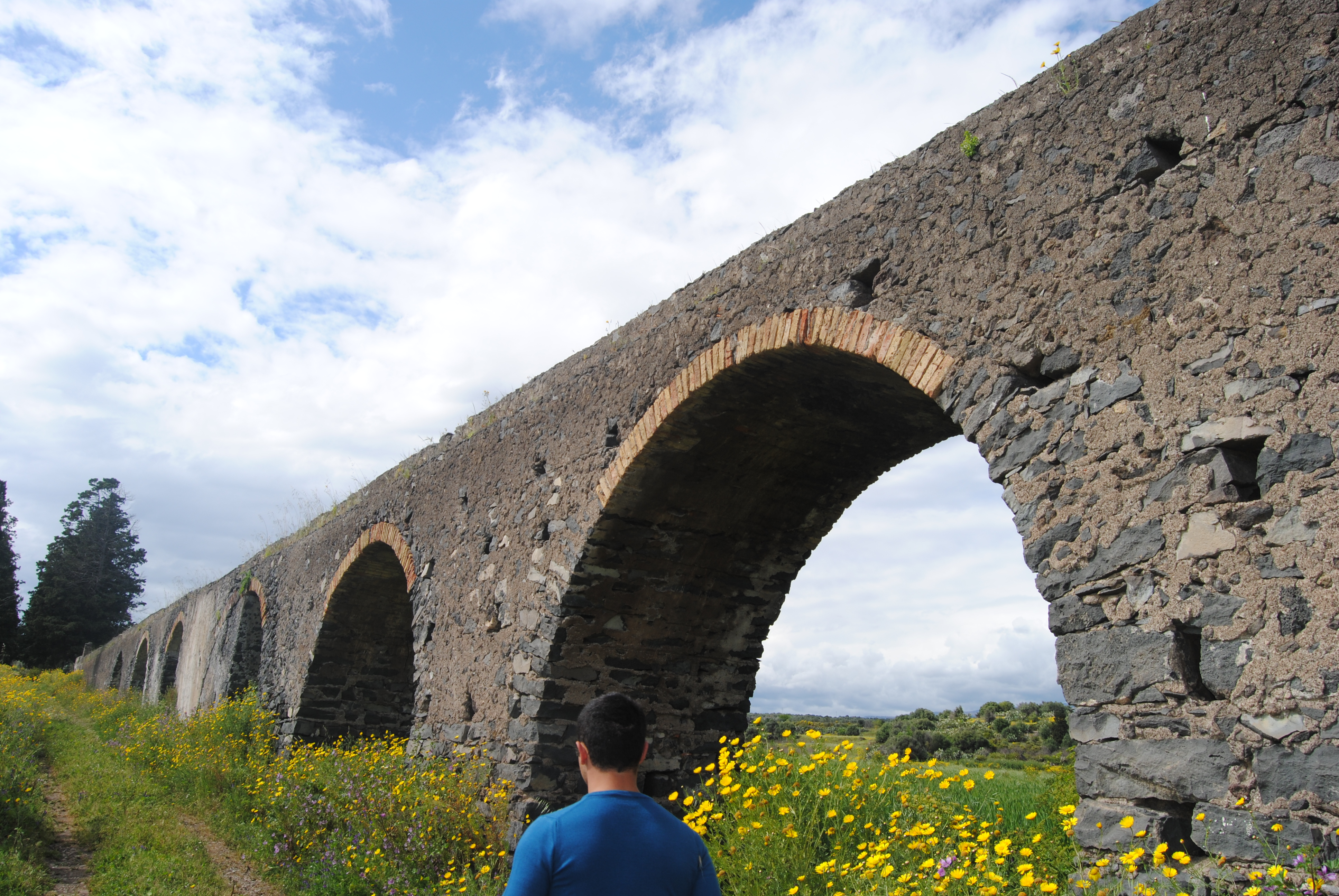
Archeggiato del ponte-acquedotto in località Valcorrente, ricostruito in più epoche.
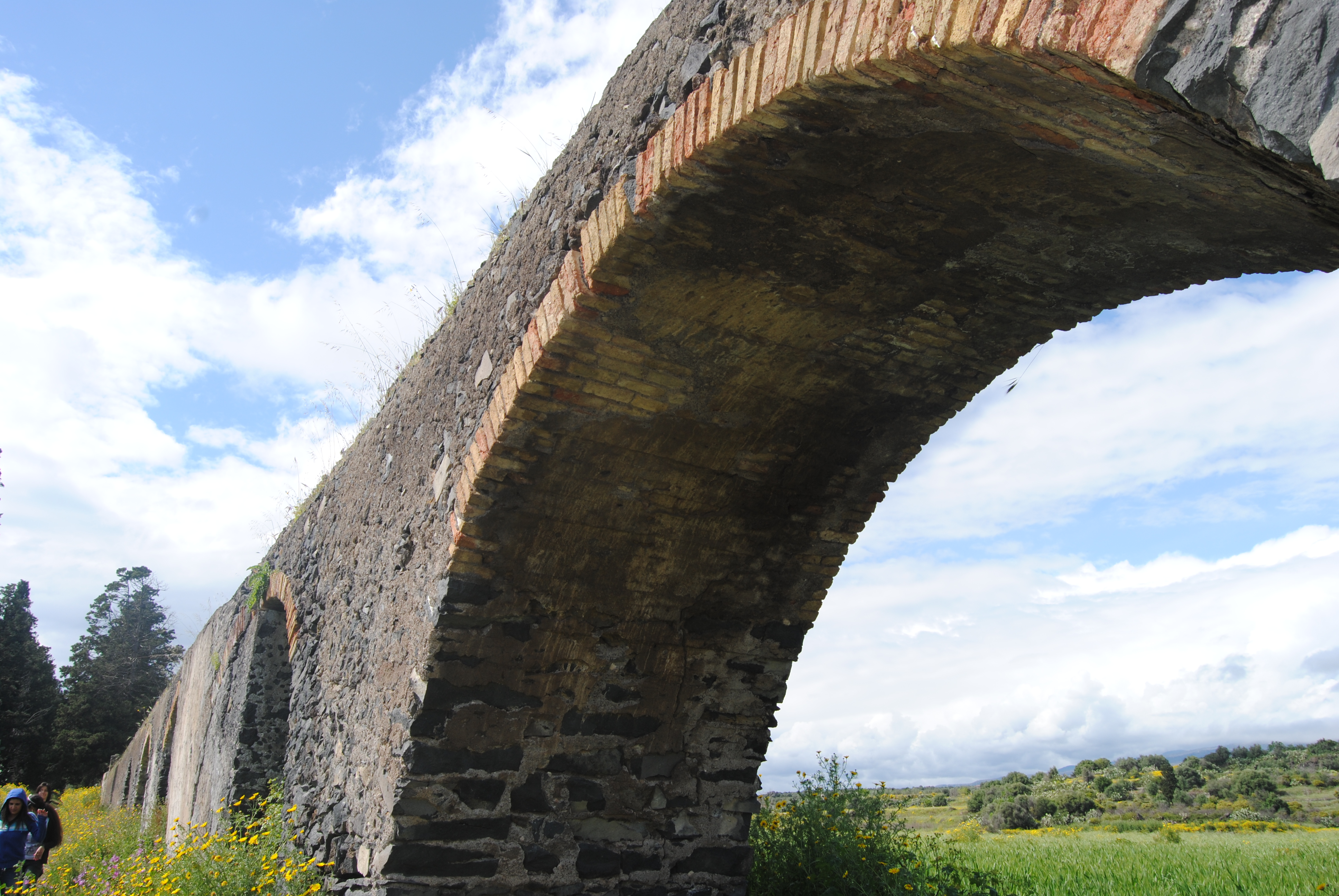
Particolare degli archi di Valcorrente.